# Ipoméamarone
L’ipoméamarone, ou ipomoeamarone, est un composé chimique de formule C15H22O3 appartenant à la famille des furanoterpénoïdes (ici, un  sesquiterpénoïde). Cette substance amère se forme dans les tissus des racines de patate douce (Ipomoea batatas) en réponse à une infection, notamment par une espèce de champignons, Ceratocystis fimbriata, qui provoque la maladie dite de la pourriture noire.  Elle a été isolée en 1939 par le chimiste japonais M. Hiura et constitue le premier exemple d'isolation et d'identification chimique d'une phytoalexine. Elle possède des propriétés biologiques remarquables, telles que des actions de découplage et d'antipathogénicité, et pourrait jouer un rôle important dans les mécanismes de défense de la plante. Une synthèse totale stéréospécifique en a été proposé en 1994.